# 쇼와 도난카이 지진
쇼와 도난카이 지진(일본어: 昭和東南海地震 쇼와도난카이지신[*])은 1944년 12월 7일 13시 36분 일본 기이반도 동부의 구마노나다, 미에현 오와세시 해역 약 20km(북위 33도 8분, 동경 136도 6분) 지점에서 일어난 규모 M7.9의 판 경계형 거대지진이다. 일본 내에선 1944년 도난카이 지진(일본어: 1944年東南海地震)이나 단순히 도난카이 지진(일본어: 東南海地震 도난카이지신[*])으로 불리기도 한다. 지진이 일어난 직후엔 엔슈 해역 대지진(일본어: 遠州沖大地震 엔슈오키다이지신[*])으로 불렀으나 도카이 지역의 군수공장이 괴멸적 타격을 받았음을 숨기기 위해 지진 이름을 도난카이 지진으로 바꾸었다는 설이 있다.
1945년의 패전 전후에 걸쳐 4년 연속으로 1,000명을 넘는 사망자가 발생한 4대 지진(돗토리 지진, 미카와 지진, 난카이 지진) 중 하나이다. 사망자 및 실종자수는 1,223명으로 추정된다. 당시 일본 군부의 정보통제로 정보가 통제되어 알려지지 않았고, 또 많은 1차적 기록도 소멸, 파기되어 없어졌기 때문에 피해의 전체상을 파악하기 어려운 지진이다. 도난카이 지진으로부터 2년 후인 1946년엔 쇼와 난카이 지진이 일어났다.

## 지진 진동

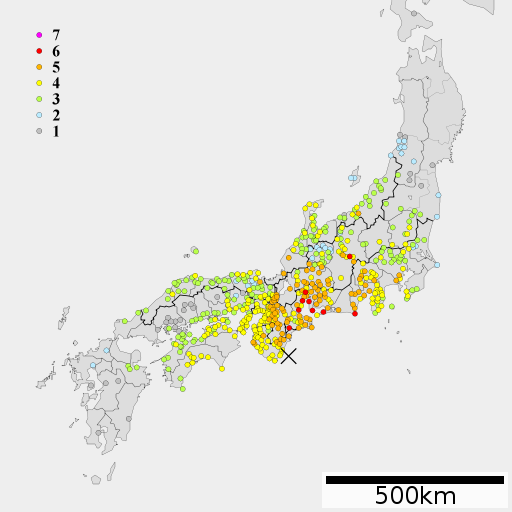
진도 분포

남아있는 몇 안되는 기록을 통해 일본 미에현 쓰시와 시즈오카현 하이바라군 오마에자키촌, 나가노현 스와시에서 진도6을, 긴키에서 주부 지방에 걸친 지역에서 진도5(구 열진-강진)를 관측한 것으로 추정하고 있다. 일부 관측소에선 지진의 진동 강도가 매우 커 진도계의 바늘이 끝까지 가서 전부 기록할 수 없던 곳도 있었다. 쓰루가시, 후쿠이시, 고후시, 스와시에선 진원에서 꽤 멀리 떨어져 있었음에도 지진 피해가 매우 컸다. 후쿠치촌과 후쿠로이시 등 피해 조사를 통해 진도7로 추정된 곳도 있었다. 또한 다케무라(武村, 2015)에선 피해 통계 자료와 진도 분포를 재정리하여 시즈오카현 후쿠로이시와 아이치현 니시오시 구 야하기강 유역 등지에 진도7급의 흔들림이 있었다고 밝혔다. 하지만 지진이 일어난 지 2개월 뒤에야 기존 관측소 외에 임시 관측소에서 집중적으로 지진 관측을 시작했기 때문에 지진의 특징과 여진 활동에 대해서는 거의 알려지지 않았다.
진도 분포도를 볼때 도카이 지방 서쪽은 1854년 안세이 도카이 지진과 비슷했지만 연안 및 고푸쿠지 지역은 안세이 도카이 지진보다 더 강하게 느꼈다. 도쿄에선 진도 3-4를 감지했으며 북쪽으로 홋카이도의 모리정과 아사히카와시에서도 진도1을 관측하였다. 해외에서도 지진계를 통해 강한 지진이 있었다는 것 자체는 인식하고 있었다.
오마에자키에선 초기 미동이 17.1초간, 강한 진동이 3분간 이어졌으나 도쿄에선 주기 7-12초의 장주기 지진동이 10분 이상 계속되었고 지진계의 흔들림은 3-40분 가까이 되었다는 기록도 있다.
쇼와 도난카이 지진과 1946년 쇼와 난카이 지진은 단층 파괴의 시작점이 거의 같은 곳에 인접하여 있으며 도난카이 지진은 기이반도 해역에서 동쪽으로 단층이 파괴되었다.
일본 각지의 관측소에서 느낀 진동은 다음과 같다.
| 진도 | 지방          | 관측소                                                                        |
| ---- | ------------- | ----------------------------------------------------------------------------- |
| 6    | 도카이 지방   | 오마에자키촌 쓰시                                                             |
| 6    | (위탁관측소)  | 스와시 도요하마(현 미나미치타정) 아카바네촌 오노 쓰시마 욧카이치시 오수기다니 |
| 5    | 호쿠리쿠 지방 | 후쿠이시 쓰루가시                                                             |
| 5    | 고신 지방     | 고후시                                                                        |
| 5    | 도카이 지방   | 하마마쓰시 가메야마정 오와세정 기후시 나고야시                                |
| 5    | 긴키 지방     | 히코네시 나라시                                                               |
| 4    | 간토 지방     | 마에바시시 지치부시 도쿄도(고지마치구) 요코하마시                             |
| 4    | 호쿠리쿠 지방 | 다카다시 도야마시 와지마정                                                    |
| 4    | 고신 지방     | 가와구치촌 마쓰모토시 이다시                                                  |
| 4    | 도카이 지방   | 아타미시 다카야마시 미시마시 시즈오카시                                       |
| 4    | 긴키 지방     | 미야즈정 교토시 오사카시 고베시 스모토시 와카야마시 구시모토정                |
| 4    | 시코쿠 지방   | 도쿠시마시 다카마쓰시 다도쓰정 무로토미사키정 고치시                          |

## 지진의 특징

### 규모
일본 기상청에서는 일본 기상청 규모 계급 Mj7.9로 측정하였다. 표면파 규모 Ms는 8.0이며 모멘트 규모 Mw는 8.1-8.2로 추정하고 있다.
지진 단층의 매개 변수는 길이 L=120km, 폭 W=80km, 미끄럼량 D=3.1m 또는 L=110km, W=70km, D=4m(구마노나다)와 L=80km, W=80km, D=4m(엔슈나다)의 두 단층으로 나뉜다는 설이 있다. 지진 모멘트 M0은 1.5×1021N·m과 2.0×1021N·m 등의 값으로 추정하고 있다.
태평양 연안의 험조소에서 기록된 쓰나미 파형을 이용한 미끄럼량 추정 결과에선 시마반도 해역에서 최대 3m를 기록했으며 아쓰미반도 해역에선 최대 1.5m 정도 미끄러진 것을 관측했으나 도카이 지진의 상정 지역인 연안에선 단층이 파괴되지 않았던 것으로 기록되었다.

### 진원역

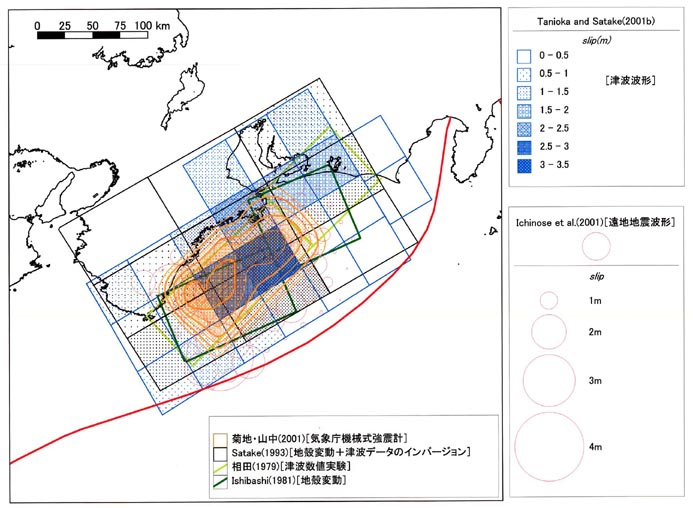
쇼와 도난카이 지진의 주요 단층 모델.

안도(安藤, 1975)의 단층 모델에선 진원역은 직선으로 광범위한 영역으로 아이치현 미카와만 남쪽 해역에서부터 와카야마현 구시모토정 동남쪽 해역에 이르는 난카이 해곡과 평행한 지역이다.
1940년대 후반 일본에선 큰 지진이 잇다라 일어났는데, 쇼와 도난카이 지진이 일어난 지 2년 후인 1946년 12월 21일엔 쇼와 난카이 지진이 일어났다. 두 지진은 동시에는 아니지만 난카이 해곡과 연관성이 있는 것으로 추정된다. 한편 쇼와 도난카이 지진은 안세이 도카이 지진처럼 스루가만 안쪽 스루가 해곡까지 단층 파괴가 일어나지 않고 하마나코 해역 동남쪽 근처에서 단층 파괴가 끝난 것으로 추정되기 때문에 도카이 지진의 진원역은 지진공백역으로 남아 있는 것으로 추정된다.
하마나코 해역에서 단층 파괴가 끝난 이유는 1891년 미노-오와리 지진으로 난카이 해곡 지역의 왜곡이 늘어나고 스루가 해곡 지역의 왜곡이 줄어들어 그랬다는 설이 유력하다. 일본 지진예지연락회 전 회장인 모기 키요(茂木清夫)는 미노-오와리 지진으로 도카이 지진의 발생이 대략 20년 정도 늦어졌다고 말했다.

## 전조 현상
1944년 8월부터 오와세 지방에선 군발지진 활동이 시작되었다. 또한 같은 해 11월엔 도호쿠 지방 태평양 연안 지역과 간토 지방 내륙 지역에서 지진 활동이 다소 감소했다는 보고가 있었다. 하지만 감소한 정도가 평소의 오차와 비슷하며 다른 시기에도 이 정도의 평온화가 일어났기 때문에 결정적인 전조 현상이라 보기엔 어렵다. 또한 조위에도 큰 변화가 없었다는 보고가 있다.

### 전진 활동
1944년 도난카이 지진이 일어나기 직전 지진활동이 활발해진 지역이 있다. 대표적인 곳이 유라시아 대륙 동부 지역으로 본진 발생 이전 20년간 지진 활동 추적 결과 중국 동북부에서 일본 서남부에 이르는 지역의 얉은 지진 활동이 활발해진 것이 관측되었다.
또한 1936년 12월 27일 규모 M6.3의 니이지마 지진이 일어난 이후로 제니스 능선 인근 지진 활동이 활발해졌다. 가장 활발했던 때엔 본진(M8.0) 전후인 1944년 9월 3일 M6.3 지진, 1945년 8월 25일 M6.4 지진들이 연달아 일어났다. 제니스 능선의 지진 활동은 난카이 해곡에 접하는 영역인 서쪽으로 점차 이동하였다가 1956년 8월 13일 니이지마 인근에 지진이 일어난 이후 지진 횟수가 줄어들며 점차 평온해졌다.

### 프리슬립 현상
지진 직전 도쿄제국대학 이마무라 아키쓰네 교수는 시즈오카현 가케가와시에서 프리슬립(pre-slip) 현상으로 볼 수 있는 지각변동을 관측하였다. 쇼와 시대 초기 도카이 해역과 난카이 해역에 거대지진이 일어날 수 있다는 주장을 한 아키쓰네 교수의 요청으로 지진 전날부터 지진 발생 직전까지 일본 육군 측지측량부가 가케가와에서 오마에자키 근처까지 지질 측량을 시행했다. 수준점 1등수준측량 결과 4mm를 넘는, 일반적인 측량에선 나타날 수 없는 오차값이 나왔다. 4mm의 오차는 지진이 일어난 날 아침 측량에 집중적으로 나타났으며 지진 발생 10분 전부턴 수준의의 눈금이 불안정해졌기 때문에 이 오차는 지진 직전 일어난 지각변동으로 보인다고 결론내렸다. 이 지각변동은 도카이 지진 예지의 근거가 되는 지진 직전 지각변동의 예시이다.

## 지각 변동
시즈오카현의 오타가와강에선 제방 위 땅이 갈라지며 2m 정도 침하했으나 이 침하는 지진의 진동으로 인한 것이었다. 구마노나다의 신구는 0.3m 침하, 도바는 0.3m 침하, 나고야는 0.25-0.4m 침하, 아쓰미반도에선 0.3-0.4m 침하, 하마마쓰는 0.3-4m 침하하였으며 스루가만의 시마즈에선 0.5m 침하하였다. 반대로 가케가와시는 0.07m 융기, 사가라항은 0.3m 융기, 오마에곶은 0.15m 융기했다. 서북쪽이 침강하고 동남쪽은 융기한 지각변동은 안세이 도카이 지진과 비슷하나 스루가만 서해안이 침강한다는 점과 지각변동의 폭이 작다는 점이 다르다.

## 피해
| 지역       | 인적피해       | 인적피해 | 주택     | 주택   | 기타 건물 | 기타 건물 |
| 지역       | 사망 및 실종자 | 부상자   | 완전붕괴 | 반파   | 완전붕괴  | 반파      |
| ---------- | -------------- | -------- | -------- | ------ | --------- | --------- |
| 아이치현   | 438            | 1,148    | 6,411    | 19,408 | 10,121    | 15,890    |
| 시즈오카현 | 295            | 843      | 6,970    | 9,522  | 4,862     | 5,553     |
| 미에현     | 406            | 607      | 3,776    | 4,537  | 1,417     | 2,228     |
| 기후현     | 16             | 38       | 406      | 541    | 459       | 388       |
| 나라현     | 3              | 17       | 89       | 177    | 244       | 224       |
| 시가현     | 0              | 0        | 7        | 76     | 28        | 88        |
| 와카야마현 | 51             | 74       | 121      | 604    | 46        | 63        |
| 오사카부   | 14             | 135      | 199      | 1,629  | 124       | 63        |
| 야마나시현 | 0              | 0        | 13       | 11     | 14        | 3         |
| 후쿠이현   | 0              | 0        | 1        | 2      | 2         | 3         |
| 효고현     | 0              | 2        | 3        | 0      | 23        | 9         |
| 나가노현   | 0              | 0        | 12       | 47     | 1         | 2         |
| 총 합      | 1,223          | 2,864    | 18,008   | 36,554 | 17,341    | 24,514    |

- 유실 주택 3,129채
- 침수 주택 8,186채
- 소실 주택 3,129채
- 화재 발생 26건

지진으로 주택이 붕괴하였으며 지진 직후 일어난 쓰나미로 미에현, 아이치현, 시즈오카현을 중심으로 사망자 및 실종자가 1,223명인 것으로 추정되나, 중복된 인물을 빼면 918명이라는 추정도 있다. 지진이 일어난 당시엔 전쟁 기간이었던데다가 호적등본이 쓰나미로 유실되면서 현재까지 정확한 사상자수는 파악할 수 없으며 행정 기능의 마비로 사망 신고가 접수되지 않은 사람이 오늘날까지 내려오는 경우도 있다.
쇼와 도난카이 지진은 간토 대지진과 같은 대형 화재 참사를 일으키지 않았다. 이 이유는 건물이 많이 무너지지 않았으며 지진이 일어난 시각이 오후라 불을 사용한 곳이 적었으며, 날씨가 온화하고 바람이 약했으며 전시 상황이라 일본 본토 공습이 언제 일어날 지 몰라 사람들이 긴장해 있었던 것들이 꼽히고 있다.
아이치현 한다시의 나카지마 비행기 공장과 나고야시 미나미구의 미쓰바시 공업 비행기 공장 건물이 붕괴하여 각각 130명, 60명의 사망자가 발생했다. 이 공장에서 근로하던 한국인 조선여자근로정신대원 6명도 사망하였다. 원래 두 공장은 방적공장이었던 것을 인수하여 군수공장으로 개조한 것이었으나 개조 과정에서 공간 확보를 위해 기둥과 칸막이를 부수는 과정에서 내진 설계를 무시하여 일어난 사고로 보고 있다.

### 쓰나미
| 장소                         | 최대 높이  |
| 시즈오카현 시모다시 가키자키 | 2.5m       |
| 아이치현 잇시키정            | 1.5m       |
| 와카야마현 신구시            | 2.0m〜5.0m |
| 미에현 오와세시              | 2.7m〜9.0m |
| 미에현 다이키정(니시키정)    | 7.0m       |
| 미에현 난토정                | 5.5m〜6.0m |
| 미에현 구마노시              | 3.0m〜6.3m |
| 미에현 기이나가시마정        | 4.0m       |
| 지치지마 섬                  | 3m         |

진원역에 제일 가까웠던 미에현 오와세시를 중심으로 구마노나다 연안 일대에 쓰나미가 덮쳤다. 미에현, 와카야마현에 특히 높은 쓰나미가 왔으며 아타시카초에선 6-8m, 가타에선 7.1m, 니시키에선 6m, 가쓰우라에선 4-5m에 달했다. 최대소상고는 오와세시 가타지구에서 기록된 9m이다. 쓰나미 제1파가 덮쳤다 물러난 후 집에 짐 등을 가지러 나갔다가 2파가 덮쳐 사망한 사례도 있었다. 쓰나미 피해를 미군도 공중 촬영하였다.
오마에자키에선 지진 후 약 5분간 바닷물이 잔뜩 빠졌다가 지진 40분 후인 약 14시 27분 제1파가 들이닥쳤으며, 14시 50분, 15시 정각, 15시 30분, 16시 17분에 쓰나미 파도가 들이닥쳤다. 가장 높은 파도는 3시 경 들이닥친 제3파와 19시경 들이닥친 쓰나미였다. 구마노나다에선 지진 1-20분 후에 쓰나미가 들이닥쳤다. 이세만에도 쓰나미가 들이닥쳤으나 피해는 거의 없었다.
쓰나미는 이즈반도에서 규슈에 달하는 일본 남해안 대부분 지역에 덮쳤으며 태평양 건너편 미국 알래스카주 애투섬에 0.28m, 영국령 캐나다 브리티시컬럼비아주와 미국 하와이, 알래스카주, 캘리포니아주에도 0.01-0.1m의 낮은 쓰나미가 덮쳤다.

### 보도관제
지진이 일어난 당시 일본은 태평양전쟁 중으로 일본 군부는 군수 공장의 피해 상황이 자국민이나 연합국에게 누설될 수 있다는 이유로 정보를 통제했다. 다음 날인 8일이 진주만 공습 3주년(대교추전일, 大詔奉戴日)이라는 이유로 전쟁 의식을 고양시키는 보도 외에는 전부 차단당해 12월 8일 일본 각지 뉴스의 1면은 모두 쇼와 천황의 큰 인물 사진과 전의고양 프로파간다 메시지만 있었다.
지진에 대한 정보는 대부분 3면 하단에만 짧게 단신으로 적혀 있었으며 구체적인 피해 상황은 적히지 않았다. 피해를 입은 지역의 주민과 당시 학도근로동원에 동원되어 한다시 나카지마 비행기 회사 공장에 동원되었던 학생들에게 피해 상황에 대해 절대로 말하면 안된다는 엄격한 함구령이 통지되었다. 예를 들어, 당시 공장에서 있던 한 학생은 또래 학생이 지붕이 무너져 깔려 죽은 것을 목격하고 자신도 붕괴 현장에 갇혀 있다 구조되었으나 교사들이 "절대로 발설해서는 안 되며 피해를 말하는 것은 간첩 행위와 같다"고 말했다는 증언이 있다. 이는 조선인 근로정신대도 똑같아 지진 20여일 뒤인 12월 24일 뒤늦게 조선총독부 기관지인 매일신보에 공장 붕괴와 정신대원 사망이 보도되었으나 지진에 대한 언급은 일절 없었다. 이에 따라 타 지역에서 구호 활동도 없었으며 피해 지역은 사실상 고립무원 상태가 되었다.
다만 세계 각국의 지진계에 지진이 관측되었기 때문에 다른 국가도 지진이 일어났다는 것 자체는 파악하고 있었다. 지진 다음날 미국의 주요 신문은 일본에 대지진이 일어났다는 것을 군사에 미치는 영향 분석을 포함하여 대서특필하였다. 예를 들어 뉴욕 타임스는 "지구가 6시간동안 흔들렸으며 세계 관측소는 '파괴적인 진동'을 느꼈다"고 보도했으며 "일본 중앙부에서 대지진"이라는 등 지역을 특정하여 보도한 언론사도 있었다. 또한 지진 3일 후 미군 항공기가 해일 피해 분석을 위해 정찰 사진을 촬영하여 연합국 측은 피해 상황을 전부 확인했었으며, 특히 군수공장 등 주요 전략거점의 피해 상황을 분석했다. 지진 6일 뒤인 12월 13일에도 쓰나미 피해를 입은 나고야시 일대의 항공기 공장을 폭격했다.

## 유발지진
본진의 영향으로 진원역과 여진 지역과 거리가 있는 지역에서도 규모가 큰 유발지진이 일어났다. 대표적인 유발지진은 다음이 있다.
- 1944년 12월 19일 당시 만주국과 일제강점기 조선 경계 부근인 서조선만 부근 압록강 하구에서 규모 M6.8의 지진이 일어났다.[26]
- 지진 47일 후인 1945년 1월 13일 일본 아이치현 가마고리시 부근을 진원으로 하는 규모 M6.8의 미카와 지진이 일어났다.[43]
- 1946년 12월 21일 모멘트 규모 Mw8.1-8.4의 쇼와 난카이 지진이 일어났다. 도난카이 지진과 진원지가 같은 시오노미사키곶 해역의 난카이 해곡 판 경계형 지진이며 도난카이 지진과는 반대로 단층 파괴가 서쪽으로 일어났다. 사망자는 1,330명이다.
- 1948년 4월 18일 1시 11분 와카야마현 남쪽 해역에서 규모 M7.0의 지진이 일어났다.[44] 쇼와 난카이 지진과 도난카이 지진에서 파괴되지 않고 남아있던 균열이 파괴되며 일어난 지진이다.[13]
- 1948년 6월 28일 일본 후쿠이현 기타킨키 지역을 진원으로 하는 규모 M7.1의 후쿠이 지진이 일어났다.[43]

## 같이 보기
- 일본의 지진 목록